# Општина Гиороју (Валча)
Гиороју (рум. Ghioroiu) општина је у Румунији у округу Валча.
Oпштина се налази на надморској висини од 231 m.